# Vindula simalurensis
Vindula simalurensis är en fjärilsart som beskrevs av Van Eecke 1914. Vindula simalurensis ingår i släktet Vindula och familjen praktfjärilar. Inga underarter finns listade i Catalogue of Life.